# District d'Aichi
Pour les articles homonymes, voir Aichi (homonymie).
Le district d'Aichi (愛知郡, Aichi-gun) est un district de la préfecture d'Aichi au Japon.
Au 1er janvier 2014, sa population était de 42 395 habitants pour une superficie de 18,03 km2.
Le gyokuro, un des thés les plus réputés du Japon, est notamment cultivé dans ce district.

## Communes du district
- Tōgō